# 范諾克號驅逐艦
范諾克號驅逐艦（舷號H33）是一艘英國皇家海軍建造的驅逐艦，為V級驅逐艦的1號艦，也是英軍第一艘以范諾克（Vanoc）為名的軍艦，艦名取自圓桌騎士團的范諾克騎士。
范諾克號在1916年於蘇格蘭克萊德班克約翰·布朗造船公司開始建造，在1917年下水，並在1918年8月服役，參與第一次世界大戰晚期的海軍巡航，並且受到戰損。戰後范諾克號留在後備役待命。
1939年第二次世界大戰爆發後，范諾克號主要負責設航商船，又曾參與挪威戰役。1941年范諾克號與與友艦步行者號為HX-112船團護航時，遭遇德國潛艇。步行者號成功迫使奧托·克瑞奇米爾指揮的U-99號潛艇投降，而范諾克號則撞沉了U-100號潛艇，並殺死了约阿希姆·施普克。這次攻擊使納粹德國海軍在一日內失去了兩名優異的潛艦軍官。在及後的戰爭，范諾克號參與了火炬行動、增援馬爾他、以及諾曼第戰役的海王星行動。德國投降後，范諾克號退役待命，最後在1946年出售拆解。